# 奧托卡區
14°41′38″S 74°07′27″W / 14.69389°S 74.12417°W
奧托卡區（西班牙語：Distrito de Otoca），是秘魯的一個區，位於該國中南部阿亞庫喬大區的盧卡納斯省，面積720.2平方公里，海拔高度1,800米，2005年人口2,461，人口密度每平方公里3.4人。